# لينتسر
لينتسر (بالإنجليزية: Linzer torte) هي تورتة نمساوية تقليدية، تُصنع من عجينة الغريبة الهشة، وتُغطى بمربى الفاكهة وشرائح المكسرات، مع تصميم شبكي من العجين في الأعلى. سُميت هذه التورتة تيمنًا بمدينة لينتس في النمسا، تُعتبر تورتة لينتسر حلوىً تقليدية في الأعياد ضمن الثقافات النمساوية والتشيكية والسويسرية والألمانية والتيرولية، وتُقدم خصوصًا في عيد الميلاد. تُقدّم بعض المخابز في أمريكا الشمالية هذه التورتة على شكل قطع صغيرة من البسكويت.

## طريقة التحضير
تُحضَّر تورتة لينتسر من عجينة هشّة قابلة للتفتت مكونة من، الدقيق، الزبدة غير المملحة، صفار البيض، قشر الليمون المبشور، القرفة، عصير الليمون، والمكسرات المطحونة مثل البندق، وقد تُستخدم الجوز أو اللوز. تُغطى العجينة بطبقة من مربى الكشمش الأحمر، أو التوت البري، أو المشمش.
على عكس معظم أنواع التورتات، فهي تتكون من طبقة واحدة تشبه الفطيرة، ويُوضع فوقها شبكة من شرائط عجين رفيعة لتشكيل الزخرفة الشبكية المميزة. تُدهن العجينة ببياض البيض المخفوق قليلًا قبل خبزها، ثم تُزيَّن بالمكسرات بعد النضج. وهو نسخة شبيهة بالبسكويت المحشو. يتكون من طبقتين من العجين: تُغطى الطبقة السفلية بمربى الفاكهة، بينما تحتوي الطبقة العليا على فتحة دائرية الشكل تكشف عن المربى تحتها. يُرش البسكويت في النهاية بمسحوق السكر الناعم قبل التقديم.

## التاريخ
تُعَدُّ كعكة لينتسر أقدم كعكةٍ مُسَمَّاةٍ على اسم مكانٍ في التاريخ. لسنواتٍ طويلة، ظلّت الوصفة المُؤَرَّخة بعام 1696 والمحفوظة في مكتبة فيينا المدينة والدولة هي الأقدم . لكن في عام 2005، اكتشفت فالتراود فايسنر مديرة مكتبة المتحف الإقليمي لولاية النمسا العليا ومؤلفة كتاب كيف تُحضَّر كعكة لينتسر وصفةً أقدمَ تعود إلى عام 1653 ضمن مخطوطة تحمل الرمز 35/31 في أرشيف دير آدمونت، وتنتمي هذه الوصفة إلى منطقة فيرونا الإيطالية. وتحوم حول أصل الكعكة أساطيرٌ عديدة؛ فبعضها يُرَجِّح أن مبتكرها هو حلَّانٌ من فيينا يُدعى لينتسر كما ذَكَرَ الكاتب ألفريد بولغار، بينما تشيررواياتٍ أخرى إلى أن الفضل يعود إلى الشيف الحلواني الفرانكوني يوهان كونراد فوجل 1796–1883، الذي بدأ إنتاجها بكمياتٍ كبيرة في مدينة لينتس النمساوية حوالي عام 1823. ومن جهةٍ أخرى، قال المهاجر النمساوي فرانز هولتزشوبرأنه هو مَن قدَّم كعكة لينتسر إلى مدينة ميلواكي الأمريكية خلال خمسينيات القرن التاسع عشر.